# Индустријска зона Фламинија Тернана (Терни)
Индустријска зона Фламинија Тернана је насеље у Италији у округу Терни, региону Умбрија.
Према процени из 2011. у насељу је живело 19 становника. Насеље се налази на надморској висини од 97 м.